# Menzingen
Menzingen (toponimo tedesco) è un comune svizzero di 4 467 abitanti del Canton Zugo.

## Storia
Dal suo territorio nel 1848 fu scorporata la località di Neuheim, divenuta comune autonomo.

## Monumenti e luoghi d'interesse

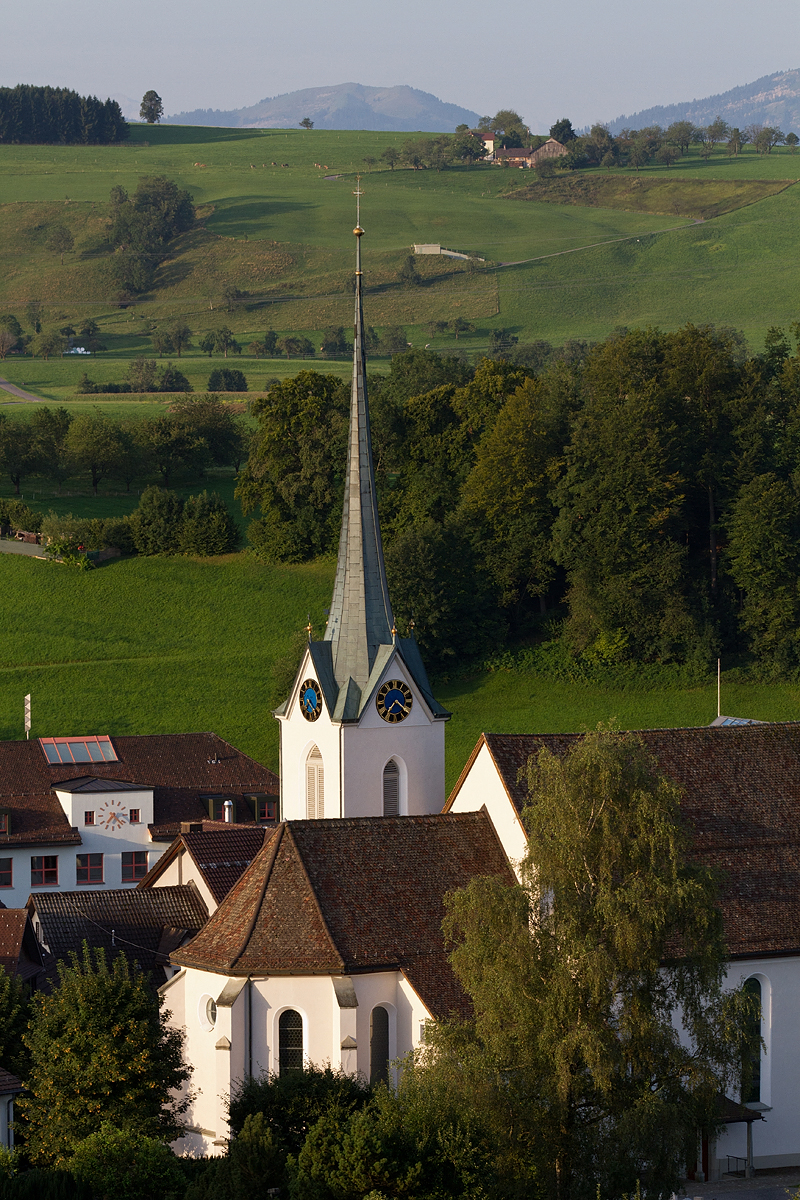
La chiesa di San Giovanni Battista

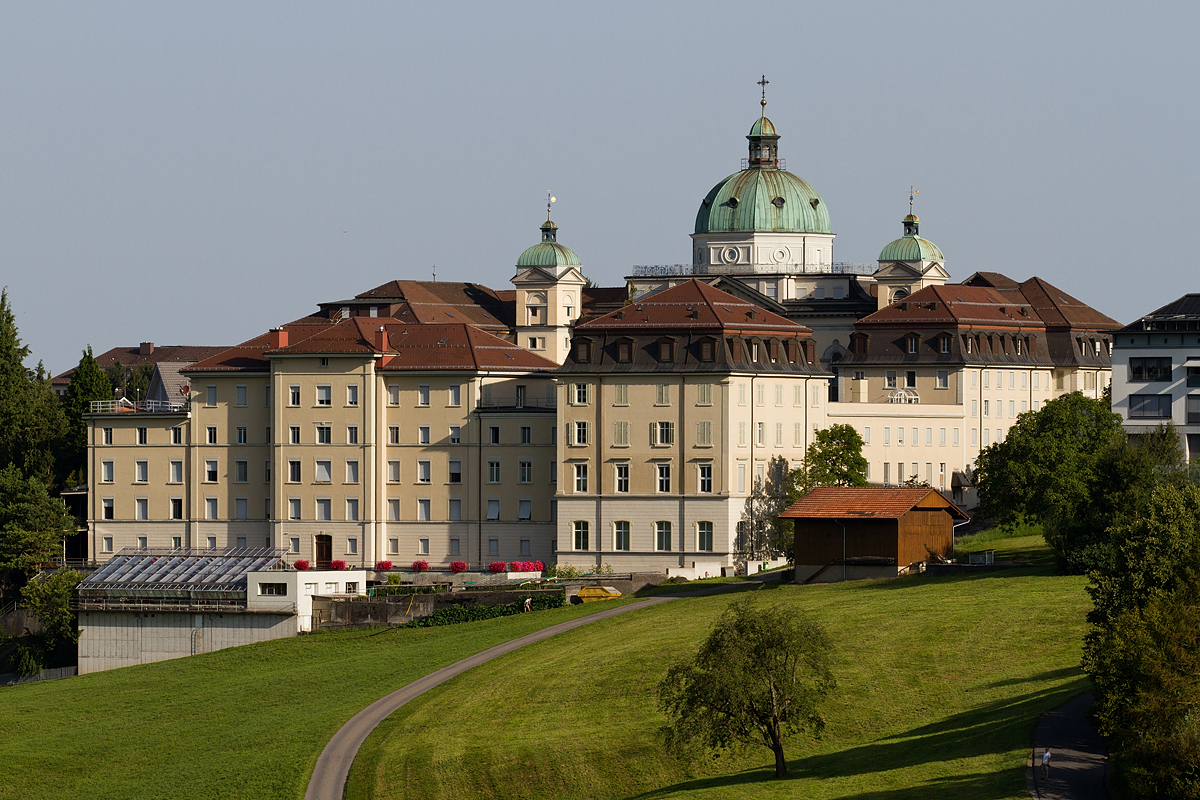
La casa madre delle Suore della Santa Croce

- Chiesa cattolica di San Giovanni Battista, eretta nel 1480 e ricostruita nel 1624-1625[1];
- Istituto delle Suore della Santa Croce, fondato nel 1844[1];
- Convento di Santa Maria Ausiliatrice in località Gubel, fondato nel 1846[1].

## Società

### Evoluzione demografica
L'evoluzione demografica è riportata nella seguente tabella:
Abitanti censiti

### Religione
A Menzingen hanno sede la casa madre delle Suore della Santa Croce e la casa generalizia della Fraternità sacerdotale San Pio X.

## Amministrazione
Ogni famiglia originaria del luogo fa parte del cosiddetto comune patriziale e ha la responsabilità della manutenzione di ogni bene ricadente all'interno dei confini del comune.